# Stade Mohamed-Guessab
Le stade Mohamed-Guessab en arabe (ملعب محمد قصاب) précédemment connu sous le nom de stade Eugène-Girod est un stade de football situé dans la ville de Sétif, en Algérie, construit à l’époque coloniale française . Il est le stade entrainement du club résident, l'USM Setif.